# Ithutomus
Ithutomus é um gênero de mariposa pertencente à família Acrolepiidae.